# Hans Nobiling

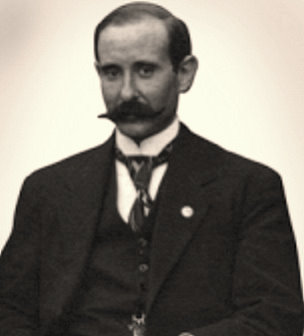
Hans Nobiling ca. 1930er Jahre

Johannes Theodor „Hans“ Nobiling (* 10. September 1877 in Hamburg; † 30. Juli 1954 in Jacarepaguá, Rio de Janeiro) war ein deutschbrasilianischer Fußballspieler und -pionier.

## Leben

### Familie und Beruf

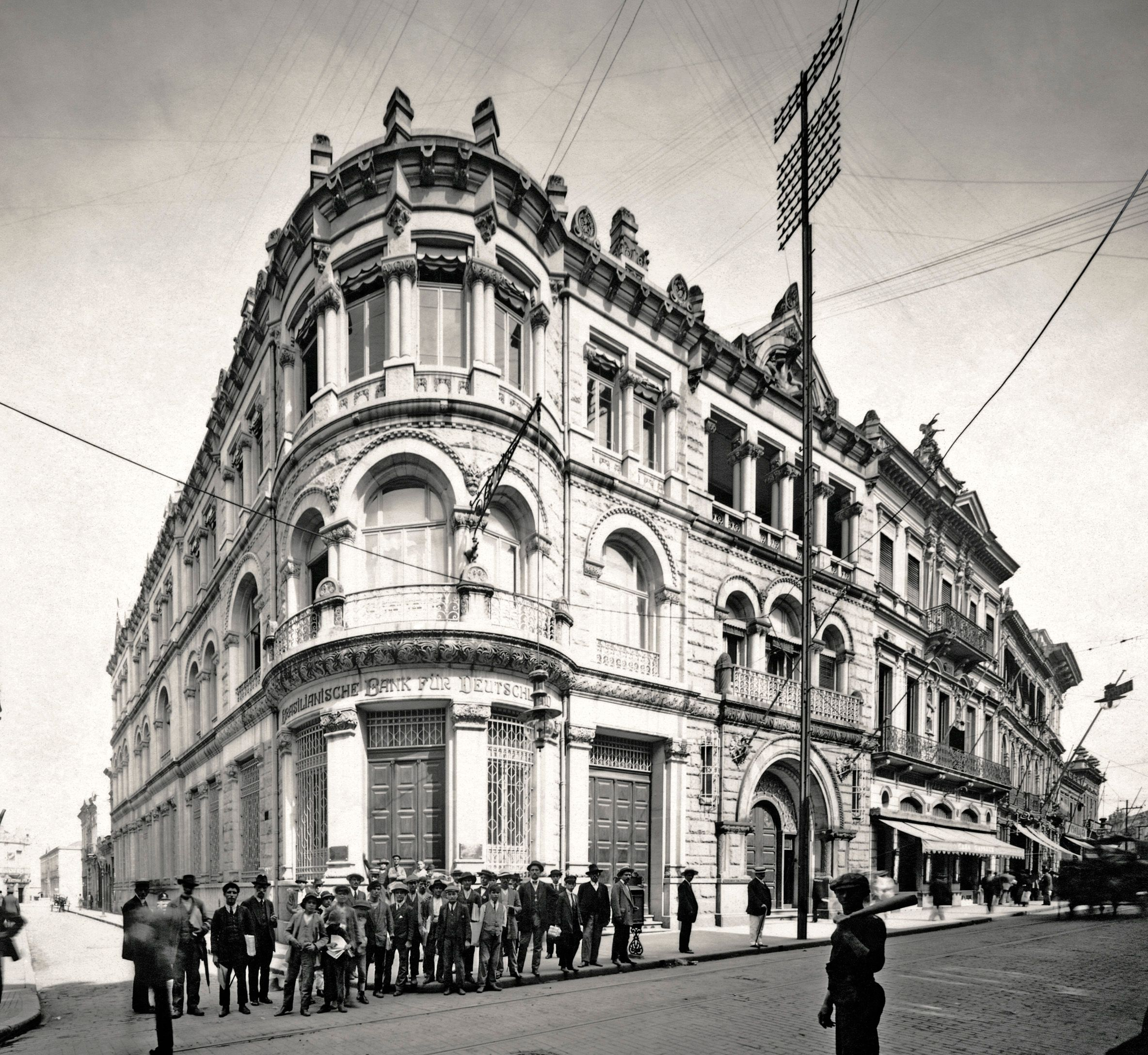
Die Brasilianische Bank für Deutschland in São Paulo, ca. 1910

Hans Nobiling war das jüngste von sechs Kindern aus erster Ehe des Hamburger Kaufmanns Theodor Nobiling (1815–1889). Nachdem zuerst seine Schwester Magda „Golla“ (1869–1949) nach São Paulo auswanderte und dort um 1884 den deutschstämmigen Apotheker und Politiker Henrique Schaumann heiratete, nach dem heute eine Straße in der Stadt benannt ist, folgte sein Bruder Theodor (1815–1889). Dieser arbeitete zunächst für die Firma Zerrenner, Buelow & Cia. Später wurde er Teilhaber und leitete die Zweigstelle in Santos. Er war auch Honorarkonsul der Niederlande in Santos und wirkte, teils als Vorsitzender, bei diversen deutsch-migrantischen Institutionen wie der Deutschen Schule. In der Ehe mit Rosa, geb. Fenchel (1863–1907) war die Bildhauerin, Keramikerin und Grafikerin Elisabeth Nobiling das jüngste von fünf Kindern. Sein Bruder Oskar Nobiling (1865–1912), Philologe und Romanist, folgte 1889 nach Brasilien und wurde dort ordentlicher Professor, ehe er nach Deutschland zurückkehrte. Auch Hans Nobilings Schwestern Olga (1869–1940) und Gertrud (1872–1974), eine Lehrerin, ließen sich in Brasilien nieder.
Nach seiner Ankunft in São Paulo 1897 arbeitete er bis 1899 für Drogaria Mourier & Cia. Danach war er bei der Brasilianischen Bank für Deutschland, wo er ab 1907 Abteilungsleiter war. Zwischen 1930 und 1938 lebte er im von vielen Deutschen als neue Heimat auserkorenen Staat Santa Catarina. Dort war er Repräsentant des Vereins Sociedade Colonizadora Hanseatica in Joinville.

### Sportliches Wirken
In Deutschland hatte Hans Nobiling beim Sport Club Germania 1887, einem Vorgängerverein des Hamburger SV, Fußball gespielt und es bis zur Hamburger Meisterschaft gebracht. Er wanderte 1897 von Hamburg nach São Paulo aus, um sich dort als Kaufmann niederzulassen. Bei der Ankunft hatte er in seinem Gepäck unter anderem einen Fußball, die Statuten der Germania und des Hamburger Sportverbandes. Zunächst trat er mit einer Mannschaft namens Hans Nobilings Team an, einer der ersten Fußballmannschaften in Brasilien.
Als Nobiling aus der Spielgemeinschaft einen regulären Club machen wollte, kam es zu einem Namensstreit: 15 Spieler votierten für „Internacional“, fünf für „Germânia“. Der somit am 19. August 1899 als Sport Club Internacional gegründete Verein sollte seinen Weg in der Fußballgeschichte Brasiliens machen. Nach den Staatsmeisterschaften 1907 und 1928 geriet der Verein aber in den 1930ern in finanzielle Bedrängnis. Durch Fusionen wurde er bis zum Ende des Jahrzehntes Teil des späteren Weltpokalsiegers São Paulo FC.

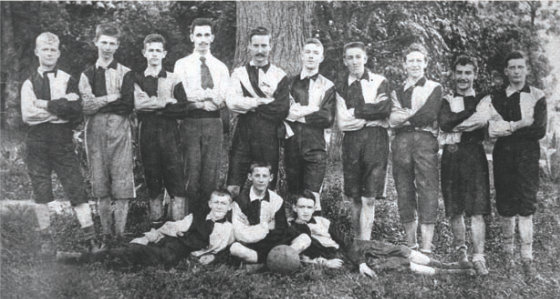
Hans Nobiling (mit Krawatte) und Spieler des SC Germânia

Hans Nobiling war enttäuscht, dass sein Namensvorschlag wenig Widerhall fand. Gemeinsam mit den Brüdern Wahnschaffe verließ er den neuen Verein und bereits am 7. September 1899 begründete er mit anderen deutschen Einwanderern im Haus der Wahnschaffes den Sport Club Germânia. Er gab diesem nicht nur denselben Namen, sondern auch die gleichen Vereinsfarben wie seinem früheren Hamburger Club. Germânia war damit nach dem Verein des englischstämmigen Urpioniers Charles Millers São Paulo Athletic Club sowie dem Mackenzie College und Internacional der vierte Fußballverein Brasiliens. Die Rudervereine aus Rio de Janeiro, Flamengo und Vasco da Gama mögen wenige Jahre älter sein, doch begannen diese mit dem Fußballspielbetrieb erst im zweiten Jahrzehnt des 20. Jahrhunderts.
Nobiling blieb bis 1902 Präsident des SC Germânia, wurde später Ehrenmitglied und 1939, im Rahmen diverser tiefgreifender Satzungsänderungen und der Umbenennung des Vereins in Esporte Clube Germânia, einstimmig zum Ehrenpräsidenten gewählt. Germânia gehörte im Dezember 1901 zu den Gründungsmitgliedern des der Liga Paulista de Foot-Ball und der Staatsmeisterschaft, dem Campeonato Paulista, welches der Verein 1906 und 1915 gewann. Hans Nobiling war an der Seite von Charles Miller, Belfort Duarte und Herbert Boyes Teil der Auswahlmannschaft von São Paulo die im Oktober 1901 auf dem Platz des São Paulo Athletic Clubs die ersten beiden Spiele gegen eine von Oscar Cox, dem Gründer des Fluminense FC, angeführte Auswahl von Rio de Janeiro, und damit die ersten Spiele zwischen Mannschaften aus verschiedenen Bundesstaaten Brasiliens überhaupt, bestritt. Die Partien endeten 2:2 und 0:0.
Gemeinsam mit Hermann Friese, der ebenfalls vom Hamburger SC Germania stammte, unterstützte er um 1909 die Öffnung des Vereins auch für Farbige, um so die Aufnahme des deutschstämmigen Mulatten Arthur Friedenreich auf Wunsch dessen wohlhabenden Vaters zu ermöglichen. Friedenreich, der zum ersten großen Star der brasilianischen Fußballgeschichte heranreifen sollte, spielte erstmals 1909 für Germânia und trat 1911 erneut für Germânia an. Bereits 1905 war es Nobiling, der enge Kontakte nach Deutschland hielt, gelungen, den späteren deutschen Nationalmannschaftskapitän und Olympiateilnehmer Camillo Ugi für ein viermonatiges Gastspiel beim SC Germânia zu gewinnen. Nobiling hatte ihn mit einem lukrativen Posten in seinem Handelskontor nach São Paulo gelockt.
1924 gehörten Nobiling und der SC Germânia auch zu den Mitbegründern des Tennisverbandes von São Paulo, der Federação Paulista de Tênis. Nobiling selbst war nach seinem Rückzug als aktiver Fußballspieler begeisterter Tennisspieler. Der Sport wurde auch schon in den Anfangsjahren beim SC Germânia betrieben.
Nach einer weiteren Namensänderung bedingt durch den Zweiten Weltkrieg besteht der SC Germânia noch heute als EC Pinheiros fort. Der Verein ist nach eigenen Angaben zufolge heute mit über 35.000 Mitgliedern der größte Vielzwecksportverein der südlichen Erdhalbkugel. Fußball wird dort aber nicht mehr in großem Rahmen betrieben.
Zum Ende der 1950er Jahre wurde eine am Vereinsgelände vorbeiführende Straße nach ihm in Rua Hans Nobilng benannt. Die von Appartement-Hochhäusern bestandene Rua Hans Nobiling gilt aufgrund ihrer Lage in einem guten Viertel und des unverbaubaren Ausblickes über das grüne Vereinsgelände als gute Adresse in São Paulo.